# Лягін Роман Вікторович
Ля́гін Рома́н Ві́кторович (30 травня 1980, Донецьк, Українська РСР, СРСР) — український колабораціоніст з Росією. Проросійський сепаратист. Голова «ЦВК» на незаконному «референдумі» про визнання суверенітету самопроголошеної Донецької народної республіки (2014) «міністр праці та соціальної політики» ДНР (з 16 травня 2014).

## Життєпис
Народився в Донецьку. Згідно з інформацією у одній з соціальних мереж навчався спочатку у школі № 135, а згодом у школі № 120.
У 2002 році закінчив історичний факультет Донецького національного університету. У 2005 році Лягін був ініціатором створення громадської організації «Ми», що займала жорстку позицію до президента України Віктора Ющенка, однак наприкінці того ж року його було виключено з організації. У 2006 році очолював віртуальну організацію «Політер». Входив до лав Партії регіонів.
У лютому 2006 року Лягін змінив ім'я та прізвище, ставши Олександром Вікторовичем Лук'яченком, задля того, аби на виборах Донецького міського голови зіпсувати показники голосування чинному меру Олександру Лук'янченку. Заявив, що має на руках свідоцтво про це з ЗАГСу, втім, вже готовий паспорт з новими даними йому так і не видали.
У березні 2007 року Лягін запропонував перейменувати Партію регіонів у «Партію південно-східних регіонів». При цьому він відкрито закликав до приєднання східних регіонів до Росії та знищення України. Наступного року він оголосив, що має намір балотуватися на пост мера Києва та планує зруйнувати Хрещатик після свого обрання.
На виборах до Верховної Ради України 2012 року балотувався по 44-му мажоритарному виборчому округу Донецька як самовисуванець. За підсумками голосування набрав 0,33 % голосів та посів останнє місце серед усіх кандидатів. На думку експертів Лягін був технічним кандидатом «регіонала» Миколи Левченка. За інформацією того ж року — був головою ДМГО «Курське земляцтво»

## Сім'я
Сім'я Лягіна проживає в Німеччині

## Участь у російській агресії проти України
У січні 2014 року Лягіна було затримано органами охорони порядку, однак згодом відпущено на свободу.
Під час російської агресії проти України 2014 року брав активну участь у спробах створення Донецької народної республіки, був головою «ЦВК» на незаконному референдумі 11 травня 2014 року щодо надання суверенітету ДНР.
16 травня 2014 року призначений «міністром праці та соціальної політики» самопроголошеної ДНР.
В окупаційній адміністрації Лягін працював у період із весни 2014 року до квітня 2016 року. Після цього він поїхав до Росії. Його називають співорганізатором тюрми «МГБ ДНР» на території заводу ізоляційних матеріалів у Донецьку.
У 2019 році він якимось чином опинився на підконтрольній території України, де був затриманий. Його справу розглядає Дніпровський районний суд Києва у закритому режимі.

### Інтерв'ю
- Штатный провокатор «регионалов» рассказал о безумных провокациях против Евромайдана // uainfo.org, 3 січня 2014